# Yvon DesRochers
Yvon DesRochers (* 10. August 1945  in Montreal; † 2. Februar 2005 ebenda) war ein kanadischer Sportfunktionär.
DesRochers war Chef des Organisationskomitees für die Schwimmweltmeisterschaften 2005. Die Veranstaltung sollte ursprünglich im Juli 2005 in der kanadischen Metropole Montréal stattfinden. Wegen der ungesicherten Finanzierung der Veranstaltung entzog der Weltschwimmverband (FINA) zunächst am 19. Januar 2005 der Stadt die Ausrichtung. Es ging um eine Etat-Lücke von 6,5 Millionen Euro. DesRochers sah sich danach in den Medien scharfer Kritik ausgesetzt. Der zweifache Vater tötete sich im Alter von 59 Jahren in seinem Auto mit einer Schusswaffe selbst. Letztlich wurden die Weltmeisterschaften doch in Montreal durchgeführt.